# Stig Fredriksson
Stig Fredriksson (ur. 6 marca 1956 w Sorsele) – szwedzki piłkarz grający na pozycji obrońcy. W swojej karierze rozegrał 58 meczów w reprezentacji Szwecji i strzelił w nich 2 gole.

## Kariera klubowa
Karierę piłkarską Fredriksson rozpoczął w klubie Gimonäs CK. W latach 1975–1976 występował w nim w Division 3. W 1977 roku został zawodnikiem drugoligowego Västerås SK. W 1978 roku występował w nim na poziomie szwedzkiej ekstraklasy.
W 1981 roku Fredriksson przeszedł z Västerås SK do IFK Göteborg. W latach 1982, 1983, 1984 oraz 1987 wywalczył wraz z IFK cztery tytuły mistrza Szwecji. W latach 1982 i 1983 zdobywał również dwa Puchary Szwecji. W 1982 roku wystąpił w obu wygranych (1:0, 3:0) spotkaniach finału Pucharu UEFA z Hamburgerem SV. Z kolei w 1987 roku zagrał w obu finałowych meczach tego pucharu z Dundee United (1:0, 1:1), który IFK ponownie zdobył. Swoją karierę Fredriksson zakończył w 1987 roku.
| Sezon | Klub         | Kraj    | Rozgrywki   | Mecze | Bramki |
| ----- | ------------ | ------- | ----------- | ----- | ------ |
| 1975  | Gimonäs CK   | Szwecja | Division 3  | ?     | ?      |
| 1976  | Gimonäs CK   | Szwecja | Division 3  | ?     | ?      |
| 1977  | Västerås SK  | Szwecja | Division 2  | 26    | 7      |
| 1978  | Västerås SK  | Szwecja | Allsvenskan | 26    | 2      |
| 1979  | Västerås SK  | Szwecja | Division 2  | 23    | 4      |
| 1980  | Västerås SK  | Szwecja | Division 2  | 26    | 6      |
| 1981  | IFK Göteborg | Szwecja | Allsvenskan | 24    | 4      |
| 1982  | IFK Göteborg | Szwecja | Allsvenskan | 21    | 6      |
| 1983  | IFK Göteborg | Szwecja | Allsvenskan | 22    | 1      |
| 1984  | IFK Göteborg | Szwecja | Allsvenskan | 21    | 0      |
| 1985  | IFK Göteborg | Szwecja | Allsvenskan | 21    | 1      |
| 1986  | IFK Göteborg | Szwecja | Allsvenskan | 22    | 0      |
| 1987  | IFK Göteborg | Szwecja | Allsvenskan | 20    | 0      |

## Kariera reprezentacyjna
W reprezentacji Szwecji Fredriksson zadebiutował 19 kwietnia 1979 roku w przegranym 0:2 towarzyskim meczu ze Związkiem Radzieckim, rozegranym w Tbilisi. W swojej karierze grał w: eliminacjach do Euro 80, MŚ 1982, Euro 84, MŚ 1986 i Euro 88. Od 1979 do 1987 roku rozegrał w kadrze narodowej 58 meczów, w których strzelił 2 gole.